# ボグド・ハーン山
ボグド・ハーン山（モンゴル語、Богд хан уул）は、モンゴルにある山。ヘンティー山地を構成する。

## 地理

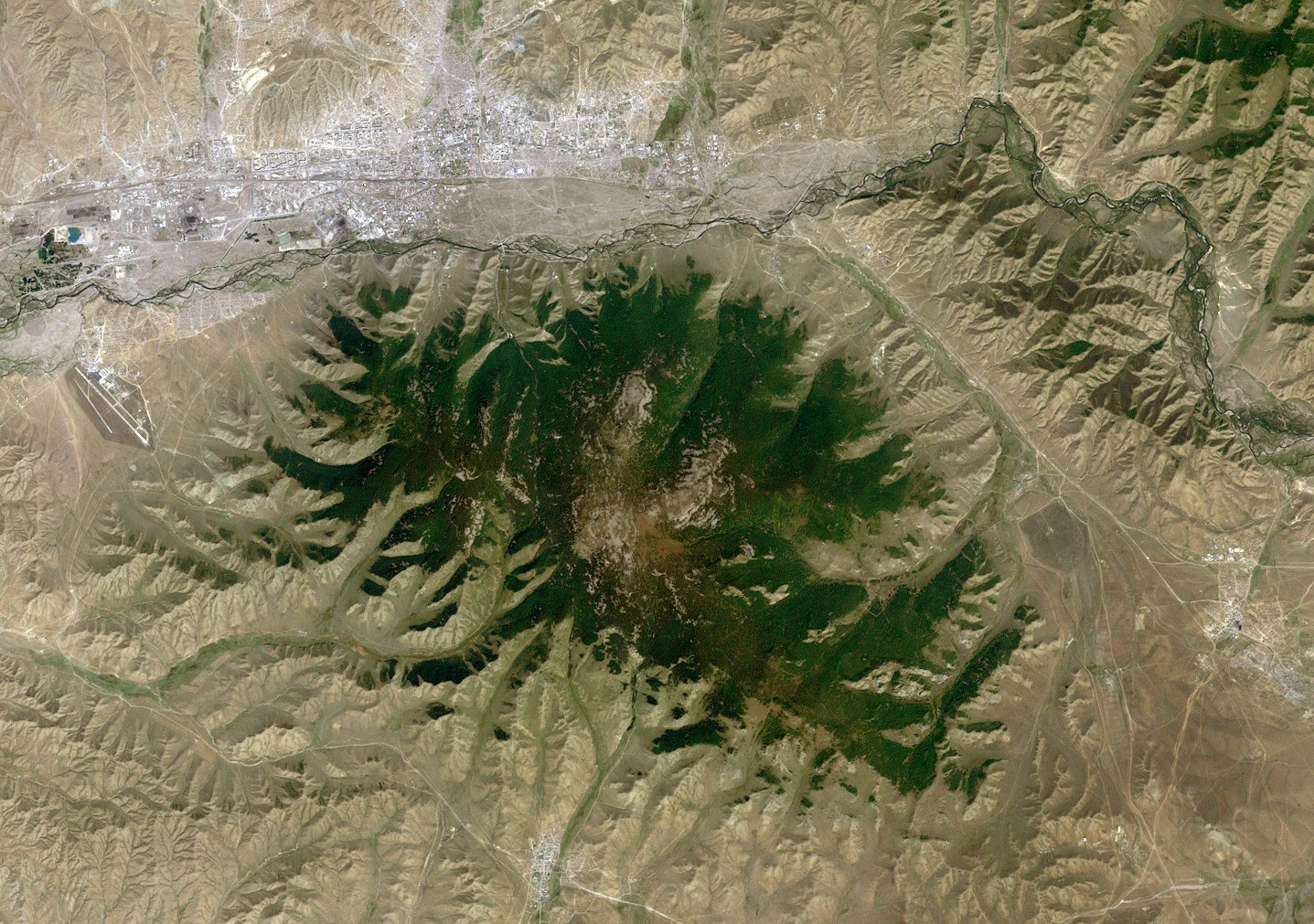
ボグド・ハーン山付近の衛星写真。写真中央部の緑色の所にボグド・ハーン山が存在する。その北に見える市街地がウランバートル。山の西に見える滑走路はチンギスハーン国際空港。山の南に見える小さな市街地はゾーンモド。山の東に見える市街地はナライフである。

北緯47度48分14秒、東経106度59分11秒に位置しており、ウランバートルに近い。標高は2261 m。ウランバートル付近の標高が約1300 mであり、比高は約900 m。
森林ステップ地帯であり、北斜面は針葉樹林に覆われるが、南斜面の植生は少ない。シベリアジャコウジカ、シベリアノロジカ、クロテン、ユキウサギなどの動物が生息し、1996年にユネスコの生物圏保護区に指定された。

## 山岳信仰
ボグド・ハーン山は山岳信仰の対象となっている。文化遺産の暫定リストには記載されている。